# Tachibana Shiraki

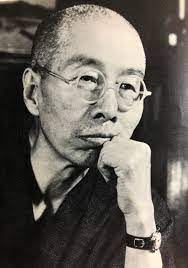
Tachibana Shiraki

Tachibana Shiraki (japanisch 橘 樸; geboren 14. Oktober 1881 in der Präfektur Ōita; gestorben 25. Oktober 1945) war ein japanischer Journalist und China-Kenner.

## Leben und Wirken
Tachibana Shiraki besuchte die „5. Höheren Schule Kumamoto“. Er ging nach Tokio, besuchte die Universität Waseda, brach dann aber das Studium ab.
1906 wurde Tachibana Journalist in China und Chefredakteur der Zeitung Keishin nichi-nichi shimbun (京津日日新聞). Er begann sich für verschiedene Aspekte Chinas zu interessieren, Landwirtschaft, Wirtschaft und Volksglauben. Er reiste weit durchs Land, sammelte Materialien für die Zeitung. 1924 begann er mit der Herausgabe der monatlich erscheinenden „China-Studien“ (支那研究 Shina kenkyū). Später arbeitete er für die Südmandschurische Eisenbahn und wurde 1931 Herausgeber des Magazins Manshū hyōron (満州評論 ‚Mandschurei–Kommentare‘).
Im Verlauf seiner Studien kam Tachibana zur Überzeugung, dass die Lehre des Konfuzius das leitende Prinzip Chinas ist. Er kritisierte den japanischen Imperialismus auf dem asiatischen Festland, änderte aber nach dem Mukden-Zwischenfall seine Meinung und unterstützte die Gründung einer von Japan abhängigen Mandschurei. Er beeinflusste viele japanische Intellektuelle durch seine Veröffentlichungen zur chinesischen Kultur, Geschichte und Philosophie, so zum Beispiel 1936 durch Shina shisō kenkyū (支那 思想研究 ‚Studien zur chinesischen Philosophie‘). Seine gesammelten Werke wurden posthum 1966 unter dem Titel Tachibana Shiraki chosakushū (橘樸著作集) herausgegeben.